# Chrístos Mouzakítis
Chrístos Mouzakítis (grec moderne : Χρήστος Μουζακίτης), né le 25 décembre 2006 à Athènes en Grèce, est un footballeur international grec qui évolue au poste de milieu central à l'Olympiakós.

## Biographie

### En club
Né à Athènes en Grèce, Chrístos Mouzakítis est formé par l'Olympiakós, rejoignant le centre de formation du club à l'âge de sept ans. Il se révèle rapidement comme un des grands sespoirs du club. Le 11 octobre 2023, il signe son premier contrat professionnel avec l'Olympiakós.
Il joue son premier match en professionnel lors d'une rencontre de championnat de première division de Grèce le 29 septembre 2024 face à l'Atromitos Athènes. Il est titularisé et se fait remarquer en délivrant une passe décisive pou Ayoub El Kaabi, participant à la victoire de son équipe par deux buts à zéro.

### En sélection
En novembre 2024, Chrístos Mouzakítis est appelé pour la première fois par Ivan Jovanović, le sélectionneur de l'équipe nationale de Grèce. Il honore sa première sélection le 17 novembre 2024 face à la Finlande. Il entre en jeu à la place de Dimítris Kourbélis et son équipe s'impose par deux buts à zéro.